# Marcusenius livingstonii
Marcusenius livingstonii é uma espécie de peixe da família Mormyridae.
Pode ser encontrada nos seguintes países: Malawi, Moçambique e Tanzânia.
Os seus habitats naturais são: rios, rios intermitentes e lagos de água doce.
Está ameaçada por perda de habitat.